# Conwy
Conwy (äldre engelska Conway) är en community och huvudort i kommunen med samma namn på Wales nordkust. Orten ligger vid floden Conwys västra strand med cirka 4 000 invånare. Communityn omfattar även Llandudno Junction på flodens östra sida med cirka 10 500 invånare.
Borgen Conwy Castle och stadsmurarna byggdes på uppdrag av Edvard I mellan 1283 och 1289, som en del av hans erövring av Wales. Aberconwy Abbey, som grundades av Llywelyn den store, låg ursprungligen i Conwy, men flyttades till Maenan av Edvard. I församlingskyrkan i Conwy finns delar av klosterkyrkans östra och västra väggar bevarade.

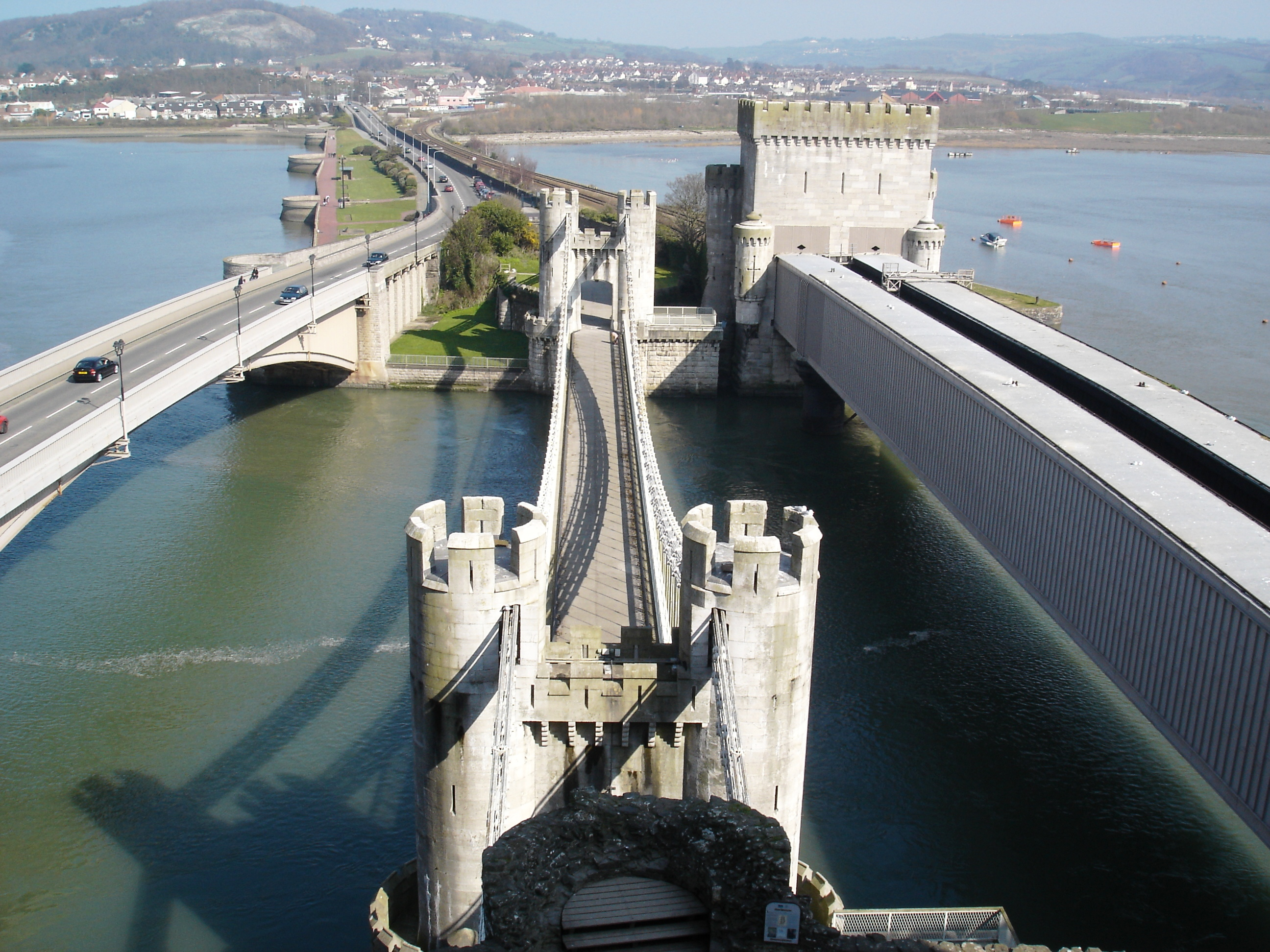
Den moderna vägbron, Conwy Suspension Bridge och järnvägsbron.

Conwy har också andra turistattraktioner. Thomas Telford byggde Conwy Suspension Bridge, som leder över floden Conwy bredvid borgen. Bron fullbordades 1826 och ersatte en färja i samma läge. Telford lät brons pyloner efterlikna borgens torn. Bron, som numera endast är öppen för fotgängare, och dess tullhus förvaltas av National Trust.
Robert Stephenson byggde en rörbro för järnvägen 1849. Bron är fortfarande i drift. Ytterligare en vägbro har tillkommit samt en tunnel för A55.

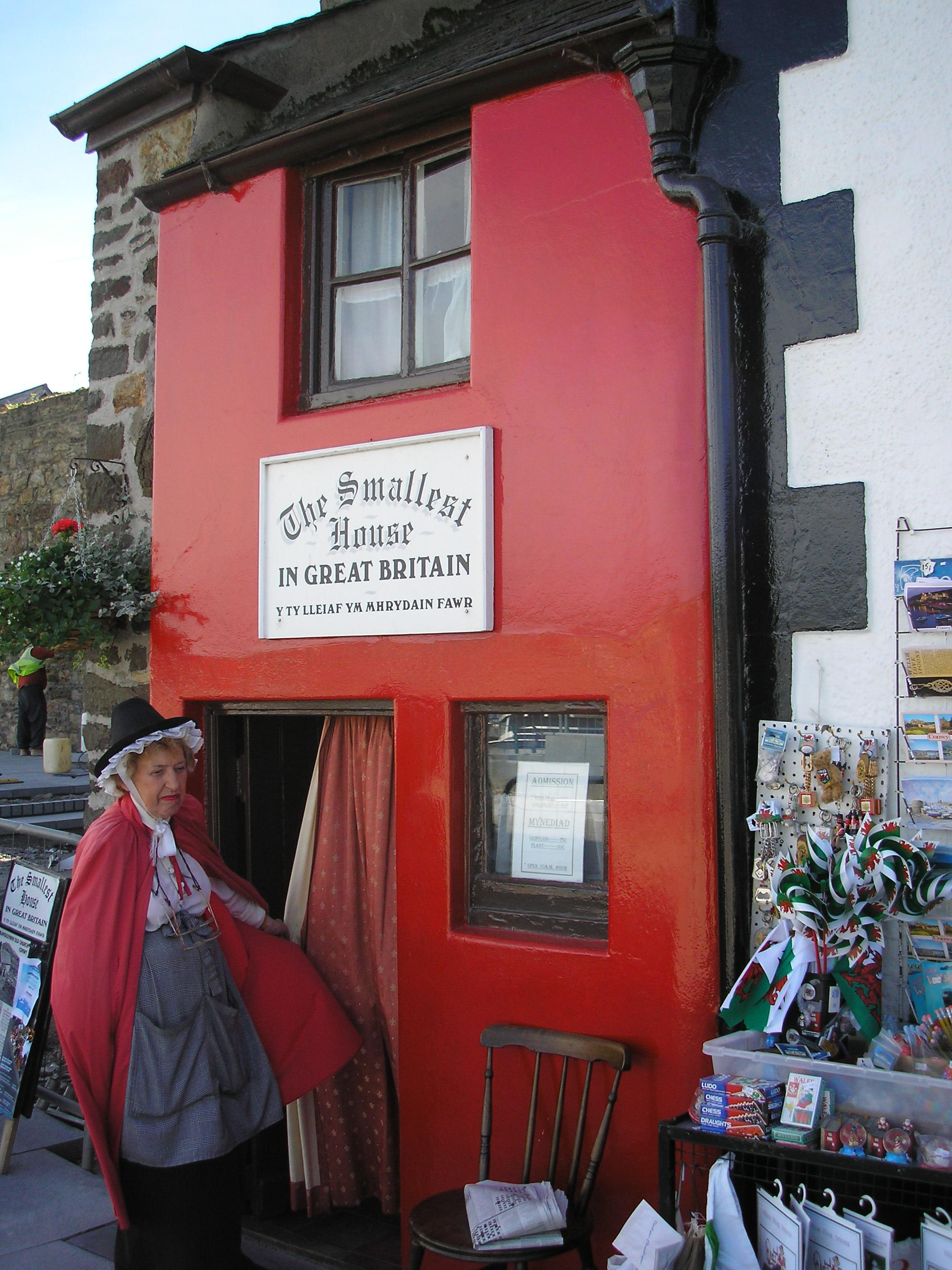
Det minsta huset i Storbritannien.

National Trust äger Aberconwy House, som är det enda kvarvarande köpmanshuset från 1300-talet i Conwy. Cadw förvaltar den historiska byggnaden Plas Mawr, som byggdes 1576 av släkten Wynn. Det minsta huset i Storbritannien (enligt Guinness rekordbok) står vid kajen, och är 3,05 m gånger 1,8 m stort. Det var bebott mellan 1500-talet och 1900, då den sista invånaren flyttade ut. Hans ättlingar äger huset idag.